# Reginald Pole-Carew (Politiker, 1753)
Reginald Pole-Carew (* 28. Juli 1753; † 3. Januar 1835) war ein britischer Politiker, der sechsmal als Abgeordneter für das House of Commons gewählt wurde.

## Herkunft, Jugend und Erbe
Reginald Pole-Carew wurde als ältester Sohn von Reginald Pole und Anne Buller geboren. Sein Vater entstammte einer Seitenlinie der Familie Pole, einer Familie der Gentry von Devon, Sir John Pole, 3. Baronet war sein Urgroßvater. Über seine Mutter war er ein Urenkel von John Carew, 3. Baronet von Antony. Zu seinen Geschwistern gehörte der spätere Admiral Sir Charles Pole. Pole wuchs in Stoke Damerel in Devon auf und besuchte das Winchester College. Nach dem Tod seines Vaters 1769 erbte er dessen Besitz. 1771 studierte Pole am University College in Oxford. 1772 erbte er nach dem kinderlosen Tod eines weiteren John Carew gemäß dem Testament des 1748 verstorbenen Coventry Carew Antony House in Cornwall und den Landbesitz der Familie Carew von Antony. Als Erbe von Antony, das am Stoke Damerel gegenüberliegenden Ufer des Tamar liegt, änderte Pole seinen Namen in Pole-Carew. 1773 brach er zu einer Grand Tour nach Frankreich auf. Offenbar kehrte er erst 1781 nach Großbritannien zurück.

## Politische Tätigkeit

### Abgeordneter im House of Commons
Im Dezember 1782 wurde Pole-Carew bei einer Nachwahl als Abgeordneter für das Borough Penryn gewählt, vermutlich wurde er dabei von Sir Francis Basset unterstützt. In den nächsten Jahren unterstützte er im House of Commons offenbar die Opposition gegen die Regierungen der Whigs. Bei den Unterhauswahlen 1784 kandidierte er nicht erneut. 1787 wurde er jedoch als Abgeordneter für Reigate, offenbar durch die Unterstützung des Earls of Hardwicke, eines Onkels seiner Frau gewählt. Als Abgeordneter trat er kaum in Erscheinung, doch er unterstützte nun die Regierung von William Pitt dem Jüngeren. Bei der Unterhauswahl 1790 kandidierte er nicht wieder für Reigate, sondern wurde stattdessen dank der Unterstützung des mit ihm verwandten George Edgcumbe, 1. Earl of Mount Edgcumbe als Abgeordneter für Lostwithiel gewählt. Zwar unterstützte er weiter die Regierung von Pitt und gehörte mehreren Ausschüssen an, doch ansonsten trat er weiter als Abgeordneter kaum in Erscheinung. Politisch war er dabei als Gegner der Französischen Revolution, der Abschaffung des Sklavenhandels und der Meuterei vor Spithead äußerst konservativ. Obwohl Pole-Carew sich wegen seiner geringen politischen Bedeutung als überflüssig vorkam, wurde er dank der Unterstützung von Richard Edgcumbe, 2. Earl of Mount Edgcumbe bei der Unterhauswahl 1796 als Abgeordneter für Fowey gewählt. Erneut trat er wenig in Erscheinung, bis Pitt ihn am 17. Mai 1799 zum Rechnungsprüfer ernannte, worauf Pole-Carew sein Mandat niederlegte.

### Aufstieg zum Unterstaatssekretär und zum Mitglied des Privy Council
Als Pole-Carews Freund Henry Addington 1801 als Nachfolger Pitts Premierminister wurde, legte Pole-Carew sein Amt als Rechnungsprüfer nieder und kandidierte wieder als Abgeordneter für Fowey, um Addingtons Regierung zu unterstützen. Mit Unterstützung der Familie Rashleigh wurde er bei der Unterhauswahl 1802 erneut gewählt, und Addington belohnte seine Unterstützung, indem er ihn im August 1803 unter zum Unterstaatssekretär im Home Office ernannte. Damit war er Home Secretary Charles Philip Yorke, einem Cousin seiner Frau, unterstellt. In diesem Amt blieb er für Irland und für die Verteidigung Großbritanniens verantwortlich, bis er sein Amt zusammen mit Addington im Mai 1804 niederlegte. Nachdem Pitt nun erneut Premierminister geworden war, unterstützte Pole-Carew die Opposition. Philip Yorke, 3. Earl of Hardwicke, Lord Lieutenant of Ireland und ein Bruder von Charles Yorke, wollte ihm nun ein Amt in Irland verschaffen, doch Carew-Pole befürchtete, dass Pitt dies verhindern würde. Dazu erkrankte und starb seine Frau im Juli 1804, worauf er sich zunächst um seine minderjährigen Kinder kümmern wollte. Nachdem Addington sich mit Pitt ausgesöhnt hatte und zum Viscount erhoben worden war, wurde auch Carew-Pole am 14. Januar 1805 mit der Aufnahme in das Privy Council belohnt.

### Ende der politischen Karriere
Nach Pitts Tod Anfang 1806 unterstützte Pole-Carew gelegentlich die Regierung von Grenville, nahm jedoch wegen seiner Familie häufig nicht an den Sitzungen des House of Commons teil. Auch die nächsten Jahre trat er nur gelegentlich in Erscheinung. Da bei der Unterhauswahl William Rashleigh für Fowey kandidierte, wurde Carew-Pole mit Unterstützung des Earls of Edgecumbe wieder für Lostwithiel gewählt. Nun unterstützte er jedoch meistens unauffällig die Regierung von Lord Liverpool, wobei er als Befürworter der Corn Laws und Gegner der Katholikenemanzipation weiterhin entschlossen konservativ stimmte. Im März 1816 legte er sein Mandat nieder, damit William Edgcumbe, der gerade volljährige Erbe des Earl of Mount Edgcumbe, als Abgeordneter kandidieren konnte. Pole-Carew zog sich aus der Politik zurück. Bis 1819 blieb er noch Recorder von Fowey, dieses Amt hatte er 1813 übernommen.

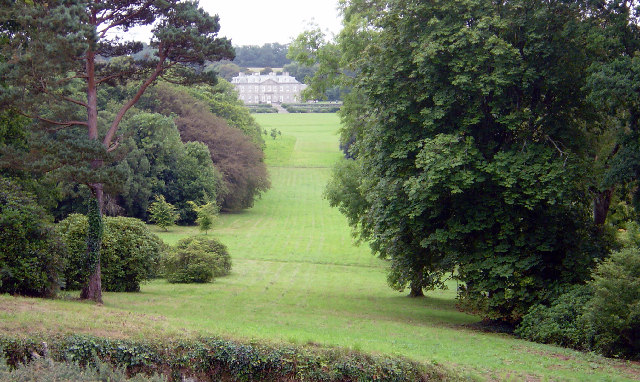
Reginald Pole-Carew ließ den Garten von Antony nach einem Entwurf von Humphry Repton umgestalten

## Ausbau von Antony
Neben seiner politischen Tätigkeit, von der er selbst oft wenig überzeugt war, widmete sich Pole-Carew dem Ausbau seiner Besitzungen um Antony. Gegenüber dem an Bedeutung gewinnenden Marinestützpunkt Plymouth Dock ließ er auf seinen Besitzungen die Siedlung Torpoint ausbauen, das ab 1790 mit einer Fähre mit Plymouth Dock verbunden war. 1792 beauftragte er den Gartenarchitekten Humphry Repton, einen Plan für die Umgestaltung des formalen Gartens von Antony House in einen Landschaftsgarten zu entwerfen, den Pole-Carew jedoch nur zum Teil umsetzen ließ. Nach 1808 ließ er das Erdgeschoss von Antony House umbauen. Ab 1788 war Pole-Carew auch Fellow of the Royal Society.

## Heiraten und Nachkommen
Pole-Carew hatte am 18. November 1784 Jemina Yorke, das einzige Kind von John Yorke und Elizabeth Lygon geheiratet. Mit ihr hatte er zwei Söhne und sieben Töchter, darunter:
- Harriet Pole-Carew († 1877) ⚭ John Eliot, 1. Earl of St. Germans
- Charlotte Jemima Pole-Carew ⚭ Charles Garth Colleton
- Amabel Pole-Carew († 1871) ⚭ Francis Glanville
- Joseph Pole-Carew (1787–1852)

1. ⚭ Caroline Ellis
2. ⚭ Susanna Frances Cadogan

- Agneta Pole-Carew (1791–1836) ⚭ Thomas Somers Cocks

Nach dem Tod seiner Frau 1804 heiratete Pole-Carew am 4. Mai 1808 in zweiter Ehe Caroline Anne Lyttelton, eine Tochter von William Lyttelton, 1. Baron Lyttelton und Caroline Bristow. Mit ihr hatte er zwei Söhne und zwei Töchter, darunter:
- Frances Antonia Pole-Carew († 1889) ⚭ Joseph Yorke
- William Pole-Carew (1811–1888)
- Gerald Pole-Carew (1815–1845) ⚭ Harriet Buller

Sein Erbe wurde zunächst sein ältester Sohn Joseph. Nachdem dieser 1852 ohne männliche Nachkommen gestorben war, erbte William Pole-Carew, sein ältester Sohn aus seiner zweiten Ehe Antony.